# Kopneni brzinski rekordi
Kopneni brzinski rekordi je najveća brzina postignuta od nekog vozila s kotačima na zemlji, a ne na vodi i zraku. Kopneni rekord u brzini standardiziran je kao brzina preko staze s fiksiranom dužinom, odnosno kao prosjek dvije vožnje u suprotnim smjerovima. Trenutni apsolutni (ili neograničeni) rekord drži ThrustSSC, vozilo s dva turbomlazna motora koje je postiglo nešto iznad 1228 km/h (763 mph) preko jedne milje, razbivši zvučni zid. Također postoje rekordi za posebne klase vozila, kao za motocikle (350,884 mph, koji trenutno drži Chris Carr), i parna vozila (Fred Marriott, 127,659 mph), ali ovaj popis uključuje samo apsolutne rekorde za kopnena vozila na zemlji, bez tračnica. Raniji rekordi prije standardizacije su kontroverzni.

### 1898.do1947.
| Datum              | Lokacija                              | Vozač                                        | Vozilo                                          | Pogon      | Brzina preko 1 km | Brzina preko 1 km | Brzina preko 1 milje | Brzina preko 1 milje | Komentari                                                                            |
| Datum              | Lokacija                              | Vozač                                        | Vozilo                                          | Pogon      | mph               | km/h              | mph                  | km/h                 | Komentari                                                                            |
| ------------------ | ------------------------------------- | -------------------------------------------- | ----------------------------------------------- | ---------- | ----------------- | ----------------- | -------------------- | -------------------- | ------------------------------------------------------------------------------------ |
| 18. prosinca 1898. | Achères (Yvelines), Francuska         | Francuska Gaston de Chasseloup-Laubat        | Jeantaud Duc                                    | električni | 39,24             | 63,15             |                      |                      |                                                                                      |
| 17. siječnja 1899. | Achères (Francuska)                   | Belgija Brandon Kesler                       | CGA Dogcart                                     | električni | 41.42             | 66.66             |                      |                      |                                                                                      |
| 17. siječnja 1899. | Achères (Francuska)                   | Francuska Gaston de Chasseloup-Laubat        | Jeantaud Duc                                    | električni | 43,69             | 70,31             |                      |                      |                                                                                      |
| 27. siječnja 1899. | Achères (Francuska)                   | Belgija Camille Jenatzy                      | CGA Dogcart                                     | električni | 49,93             | 80,35             |                      |                      |                                                                                      |
| 4. ožujka 1899.    | Achères (Francuska)                   | Francuska Gaston de Chasseloup-Laubat        | Jeantaud Duc Profilée                           | električni | 57,65             | 92,78             |                      |                      |                                                                                      |
| 29. travnja 1899.  | Achères (Francuska)                   | Belgija Camille Jenatzy                      | CITA No 25, Jamais Contente                     | električni | 65,79             | 105,88            | —                    | —                    | Prvi rekord iznad 100 km/h                                                           |
| 13. travnja 1902.  | Nice, Francuska Promenade des Anglais | Francuska Leon Serpollet                     | Gardner-SerpolletOeuf de Pâques (Uskrsno jaje)' | Para       | 75,06             | 120,80            |                      |                      |                                                                                      |
| 5. studenog 1902.  | Ablis (Francuska)                     | SAD William K. Vanderbilt                    | Mors Z Paris-Vienne                             | US         | 76,08             | 122,44            |                      |                      |                                                                                      |
| 5. studenog 1902   | Dourdan (Francuska)                   | Francuska Henri Fournier                     | Mors Z Paris-Vienne                             | US         | 76,60             | 123,28            |                      |                      |                                                                                      |
| 17. studenog 1902. | Dourdan (Francuska)                   | Francuska M. Augières                        | Mors Z Paris-Vienne                             | US         | 77,13             | 124,13            |                      |                      |                                                                                      |
| 17. srpnja 1903.   | Ostende (Belgija)                     | Belgija Arthur Duray                         | Gobron Brillié Paris-Madrid                     | US         | 83,46             | 134,32            |                      |                      |                                                                                      |
| 5. studenog 1903.  | Dourdan (Francuska)                   | Belgija Arthur Duray                         | Gobron Brillié Paris-Madrid                     | US         | 84,73             | 136,36            |                      |                      |                                                                                      |
| 12. siječnja 1904. | Lake St. Clair (SAD)                  | SAD Henry Ford                               | Ford Arrow                                      | US         | —                 | —                 | 91,37                | 147,05               | Na zamrznutom jezeru                                                                 |
| 31. ožujka 1904.   | Nice (Francuska)                      | Belgija Arthur Duray                         | Gobron Brillié Paris-Madrid                     | US         | 88,76             | 142,85            |                      |                      |                                                                                      |
| 31. ožujka 1904.   | Nice (Francuska)                      | Francuska Louis Rigolly                      | Gobron Brillié Paris-Madrid                     | US         | 94,78             | 152,53            |                      |                      |                                                                                      |
| 25. svibnja 1904.  | Ostende (Belgija)                     | Belgija Pierre de Caters                     | Mercedes Simplex 90                             | US         | 97,25             | 156,50            |                      |                      |                                                                                      |
| 21. srpnja 1904.   | Ostende (Belgija)                     | Francuska Louis Rigolly                      | Gobron Brillié Gordon Bennett Cup               | US         | 103,56            | 166,66            |                      |                      |                                                                                      |
| 13. studenog 1904. | Ostende (Belgija)                     | Francuska Paul Baras                         | Darracq Gordon Bennett                          | US         | 104,53            | 168,22            |                      |                      |                                                                                      |
| 24. siječnja 1905. | Daytona Beach, SAD                    | Francuska Arthur MacDonald                   | Napier 6                                        | US         | 104,65            | 168,42            |                      |                      |                                                                                      |
| 30. prosinca 1905. | Arles (Francuska)                     | Francuska Victor Hémery                      | Darracq V8 Special                              | US         | 109,65            | 175,44            |                      |                      |                                                                                      |
| 26. siječnja 1906. | Ormond Beach (SAD)                    | SAD Fred Marriott                            | Stanley Rocket Racer                            | Para       | 127,66            | 205,44            |                      |                      |                                                                                      |
| 24. siječnja 1907. | Ormond Beach (Florida)                | SAD Glenn Curtiss                            | Curtiss V8 40 hp (30 kW) motocikl               | US         | —                 | —                 | 136,27               | 219,31               | Moto rekord za preko 30 godina                                                       |
| 6. studenog 1909.  | Brooklands (UK)                       | Francuska Victor Héméry                      | 200 hp (150 kW) Benz No 1                       | US         | 125,94            | 202,68            | 115,93               | 186,57               |                                                                                      |
| 24. lipnja 1914.   | Brooklands (UK)                       | Ujedinjeno Kraljevstvo L. G. Hornstead       | 200 hp (150 kW) Benz No 3                       | US         | —                 | —                 | 124,09               | 199,70               | Prvi dvostruki rekord                                                                |
| 12. veljače 1919.  | Daytona Beach, USA                    | SAD Ralph DePalma                            | Packard 905                                     | US         | 149,875           | 241,200           | —                    | —                    | Priznat u SAD, ne od strane AIACR                                                    |
| 17. svibnja 1922.  | Brooklands (UK)                       | Ujedinjeno Kraljevstvo Kenelm Lee Guinness   | 350 hp (260 kW) Sunbeam                         | US         | 133,70            | 215,17            | 129,17               | 207,88               | Posljednji rekord na zatvorenoj stazi                                                |
| 6. srpnja 1924.    | Arpajon (Francuska)                   | Francuska René Thomas                        | Delage La Torpille                              | US         | 143,21            | 230,47            | 143,31               | 230,64               |                                                                                      |
| 12. srpnja 1924.   | Arpajon (Francuska)                   | Ujedinjeno Kraljevstvo Ernest A. D. Eldridge | FIAT Special Mephistopeles II                   | US         | 146,01            | 234,98            | 145,89               | 234,79               | Posljednji rekord na javnoj cesti                                                    |
| 25. rujna 1924.    | Pendine Sands, Wales                  | Ujedinjeno Kraljevstvo Malcolm Campbell      | 350 hp (260 kW) Sunbeam Blue Bird               | US         | 146,15            | 235,21            | 146,16               | 235,22               |                                                                                      |
| 21. srpnja 1925.   | Pendine Sands, Wales                  | Ujedinjeno Kraljevstvo Malcolm Campbell      | 350 hp (260 kW) Sunbeam Blue Bird               | US         | 150,86            | 242,79            | 150,76               | 242,62               |                                                                                      |
| 21. ožujka 1926.   | Southport, United Kingdom             | Ujedinjeno Kraljevstvo Henry Segrave         | 4 Litre Sunbeam Ladybird                        | US         | 152,30            | 245,10            | 149,32               | 240.31               |                                                                                      |
| 27. travnja 1926.  | Pendine Sands, Wales                  | Ujedinjeno Kraljevstvo J.G. Parry-Thomas     | Higham-Thomas Special Babs                      | US         | 169,29            | 272,45            | 168,07               | 270,48               |                                                                                      |
| 28. travnja 1926.  | Pendine Sands, Wales                  | Ujedinjeno KraljevstvoJ.G. Parry-Thomas      | Higham-Thomas Special Babs                      | US         | 171,01            | 273,60            | 170,62               | 274,59               | Poginuo na kraju vožnje (izbačeni lanac mu odrubio glavu pri brzini od oko 274 km/h) |
| 4. veljače 1927.   | Pendine Sands, Wales                  | Ujedinjeno Kraljevstvo Malcolm Campbell      | Campbell Napier Blue Bird                       | US         | 174,88            | 281,44            | 174,22               | 280,38               | Posljednji rekord postavljen u Europi                                                |
| 29. ožujka 1927.   | Daytona Beach, SAD                    | Ujedinjeno Kraljevstvo Henry Segrave         | 1000 hp (750 kW) Sunbeam 1000 hp Slug           | US         | 202,98            | 326,66            | 203,79               | 327,97               |                                                                                      |
| 19. veljače 1928.  | Daytona Beach, SAD                    | Ujedinjeno Kraljevstvo Malcolm Campbell      | Campbell Napier Blue Bird                       | US         | —                 | —                 | 206,95               | 333,05               |                                                                                      |
| 22. travnja 1928.  | Daytona Beach, USA                    | SAD Ray Keech                                | White TriplexSpirit of Elkdom                   | IC         | —                 | —                 | 207.55               | 334.02               |                                                                                      |
| 11. ožujka 1929.   | Daytona Beach, SAD                    | Ujedinjeno Kraljevstvo Henry Segrave         | Irving-Napier Golden Arrow                      | US         | 231,56            | 372,66            | 231,36               | 372,34               | Golden Arrow nikad više nije vozila                                                  |
| 5. veljače 1931.   | Daytona Beach, SAD                    | Ujedinjeno Kraljevstvo Malcolm Campbell      | Campbell Napier Railton Blue Bird               | US         | 246,08            | 396,03            | 245,73               | 395,46               |                                                                                      |
| 24. veljače 1932.  | Daytona Beach, SAD                    | Ujedinjeno Kraljevstvo Malcolm Campbell      | Campbell Napier Railton Blue Bird               | US         | 251,34            | 404,49            | 253,96               | 408,71               |                                                                                      |
| 22. veljače 1933.  | Daytona Beach, SAD                    | Ujedinjeno Kraljevstvo Malcolm Campbell      | Campbell Rolls-Royce Railton Blue Bird          | US         | 272,46            | 438,48            | 272,10               | 437,90               |                                                                                      |
| 7. ožujka 1935.    | Daytona Beach, SAD                    | Ujedinjeno Kraljevstvo Malcolm Campbell      | Campbell Rolls-Royce Railton Blue Bird          | US         | 276,16            | 444,44            | 276,71               | 445,32               | Posljednji rekord postavljen na plaži                                                |
| 3. rujna 1935.     | Bonneville Salt Flats, SAD            | Ujedinjeno Kraljevstvo Malcolm Campbell      | Campbell Rolls-Royce Railton Blue Bird          | US         | —                 | —                 | 301,129              | 484,620              |                                                                                      |
| 19. studenog 1937. | Bonneville Salt Flats, SAD            | Ujedinjeno KraljevstvoGeorge E. T. Eyston    | Thunderbolt                                     | US         | 312,00            | 502,11            | 311,41               | 501,17               |                                                                                      |
| 27. kolovoza 1938, | Bonneville Salt Flats, SAD            | Ujedinjeno Kraljevstvo George E. T. Eyston   | Thunderbolt                                     | US         | 345,20            | 555,55            | 345,48               | 556,00               |                                                                                      |
| 15. rujna 1938.    | Bonneville Salt Flats, SAD            | Ujedinjeno Kraljevstvo John Cobb             | Railton Special                                 | US         | 350,06            | 563,37            | 350,19               | 563,58               |                                                                                      |
| 16. rujna 1938.    | Bonneville Salt Flats, SAD            | Ujedinjeno Kraljevstvo George E. T. Eyston   | Thunderbolt                                     | US         | 357,33            | 575,07            | 357,49               | 575,32               |                                                                                      |
| 23. rujna 1939.    | Bonneville Salt Flats, SAD            | Ujedinjeno Kraljevstvo John Cobb             | Railton Special                                 | US         | 369,74            | 595,04            | 367,91               | 592,09               |                                                                                      |
| 16. rujna 1947.    | Bonneville Salt Flats, SAD            | Ujedinjeno Kraljevstvo John Cobb             | Railton Mobil Special                           | US         | 393,82            | 633,79            | 394,19               | 634,39               | Prvi jednokratni rekord preko 400 mph                                                |

## Od 1963. do 1970. godine
| Datum                | Lokacija                   | Vozač                                  | Vozilo                      | Pogon     | Brzina preko 1 km | Brzina preko 1 km | Brzina preko 1 milje | Brzina preko 1 milje | Komentari                                           |
| Datum                | Lokacija                   | Vozač                                  | Vozilo                      | Pogon     | mph               | km/h              | mph                  | km/h                 | Komentari                                           |
| -------------------- | -------------------------- | -------------------------------------- | --------------------------- | --------- | ----------------- | ----------------- | -------------------- | -------------------- | --------------------------------------------------- |
| 5. rujna, 1963.      | Bonneville Salt Flats, SAD | SAD Craig Breedlove                    | Spirit of America           | Turbojet  | 408.312           | 657.114           | 407.447              | 655.722              | Odobren od FIM pošto je vozilo na tri kotača        |
| 17. srpnja, 1964.    | Lake Eyre, Australija      | Ujedinjeno Kraljevstvo Donald Campbell | Bluebird CN7                | Turboprop | —                 | —                 | 403.10               | 644.96               |                                                     |
| 5. listopada, 1964.  | Bonneville Salt Flats, SAD | SAD Tom Green                          | Wingfoot Express            | Turbojet  | 415.093           | 668.027           | 413.199              | 664.979              |                                                     |
| 7. listopada, 1964.  | Bonneville Salt Flats, SAD | SAD Art Arfons                         | The Green Monster           | Turbojet  | 434.356           | 699.028           | 434.022              | 698.490              |                                                     |
| 13. listopada, 1964. | Bonneville Salt Flats, SAD | SAD Craig Breedlove                    | Spirit of America           | Turbojet  | —                 | —                 | 468.719              | 754.330              |                                                     |
| 15. listopada, 1964. | Bonneville Salt Flats, SAD | SAD Craig Breedlove                    | Spirit of America           | Turbojet  | —                 | —                 | 526.277              | 846.861              |                                                     |
| 27. listopada, 1964. | Bonneville Salt Flats, SAD | SAD Art Arfons                         | The Green Monster           | Turbojet  | 544.134           | 875.699           | 536.710              | 863.791              |                                                     |
| 2. studenog, 1965.   | Bonneville Salt Flats, SAD | SAD Craig Breedlove                    | Spirit of America - Sonic 1 | Turbojet  | 555.485           | 893.966           | 555.485              | 893.966              |                                                     |
| 7. studenog, 1965.   | Bonneville Salt Flats, SAD | SAD Art Arfons                         | The Green Monster           | Turbojet  | 572.546           | 921.423           | 576.553              | 927.872              |                                                     |
| 13. studenog, 1965.  | Bonneville Salt Flats, SAD | SAD Bob Summers                        | Goldenrod                   | US        | —                 | —                 | 409.277              | 658.526              | Posljednji rekord vozila pogonjenog klipnim motorom |
| 15. studenog, 1965.  | Bonneville Salt Flats, SAD | SAD Craig Breedlove                    | Spirit of America - Sonic 1 | Turbojet  | 600.842           | 966.961           | 600.601              | 966.574              |                                                     |
| 23. listopada, 1970. | Bonneville Salt Flats, SAD | SAD Gary Gabelich                      | Blue Flame                  | Rocket    | 630.389           | 1014.52           | 622.407              | 1001.67              | Prvi rekord preko 1000 km/h, održao se 13 godina    |

## Od1983.do2007.
| Datum               | Lokacija               | Vozač                                | Vozilo    | Pogon    | Brzina preko 1 km | Brzina preko 1 km | Brzina preko 1 milje | Brzina preko 1 milje | Komentari                          |
| Datum               | Lokacija               | Vozač                                | Vozilo    | Pogon    | mph               | km/h              | mph                  | km/h                 | Komentari                          |
| ------------------- | ---------------------- | ------------------------------------ | --------- | -------- | ----------------- | ----------------- | -------------------- | -------------------- | ---------------------------------- |
| 4. listopada, 1983. | Black Rock Desert, SAD | Ujedinjeno Kraljevstvo Richard Noble | Thrust2   | Turbojet | —                 | —                 | 633.468              | 1019.47              | Rekord držao 13 godina             |
| 25. rujna, 1997.    | Black Rock Desert, SAD | Ujedinjeno Kraljevstvo Andy Green    | ThrustSSC | Turbofan | 760.343           | 1223.65           | 763.035              | 1227.99              | Prvi nadzvučni rekord (Mach 1.016) |

## Vanjske poveznice
- Chris Carr  Arhivirana inačica izvorne stranice od 11. veljače 2008. (Wayback Machine)
- A graph of these successive records.
- www.peterrenn.clara.net
- Autoracing speed records  Arhivirana inačica izvorne stranice od 10. siječnja 2007. (Wayback Machine)
- Landspeed record history  Arhivirana inačica izvorne stranice od 25. srpnja 2008. (Wayback Machine)
- Index to comprehensive site of land air and water speed record projects from 1901 to 2005  Arhivirana inačica izvorne stranice od 29. veljače 2008. (Wayback Machine)
- Henry Segrave's Sunbeam, Quicktime Virtual Reality image